# Милан Шакић Мићун
Милан Шакић Мићун (Удбина, код Коренице, 24. јануар 1915 — Београд, 1. август 1971) био је учесник Народноослободилачке борбе, генерал-потпуковник ЈНА и народни херој Југославије. У периоду од 1953. до 1956. године обављао је дужност начелника Војне академије.

## Биографија
Рођен је 24. јануара 1915. године у Удбини, код Коренице, у Лици. Потиче из трговачке породице. Основну школу завршио је на Удбини, а затим четири разреда гимназије и Учитељску школу у Госпићу и Карловцу.
Још као ђак Учитељске школе дошао је у додир са револуционарним радничким покретом, активно делујући међу револуционарном омладином, а нарочито међу својим школским друговима.
Као учитељ, службовао је у селу Ондићу и Бјеловару. Поред рада у школи, активно је политички деловао у средини где је живео. Стално је био у сукобу са ондашњим властима. Члан Комунистичке партије Југославије (КПЈ) постао је 1939. године.
Као резервни потпоручник Југословенске краљевске војске, мобилисан је пред Априлски рат и у време капитулације заробљен од Немаца, и одведен у Немачку у заробљеништво. Пошто је успео да побегне из логора, крајем јула 1941. године је дошао у Лику.

### Народноослободилачка борба
Пошто су припреме за оружани устанак већ биле у пуном јеку, одмах се укључио у рад партијске организације и активно радио на непосредном покретању устанка на подручју Удбинског котара. Када су почеле оружане акције, Мићун је изабран за команданта устаничких снага које су држале положај на Горици, превоју између Крбавског и Кореничког поља.
У септембру 1941. године изабран је за команданта Штаба герилских одреда на сектору Удбине и околине, тако да је у то време командовао свим устаничким снагама у Удбинском котару. Под његовом су командом, 2. септембра 1941. устаничке снаге заузеле Подлапачу. Он је командовао и делом устаничког котара, које су 25. новембра нападале Плитвице.
Пред крај 1941. године, постављен је за команданта Удбинског батаљона „Крбава“, који је тек био у формирању. Са њиме успева да одбије нападе непријатеља из Удбине на ослобођену територију и спречава продор Италијана од Ловинца преко Удбине ка Кореници. У пролеће 1942. године, с батаљоном „Крбава“ успешно делује против четника на подручју Грачачког котара и доприноси сређивању ситуације у батаљону „Гаврило Принцип“ и Грачачком котару после четничког пуча.
Крајем јуна 1942. године постављен је за команданта Другог личког партизанског одреда, а већ у другој половини августа исте године за команданта новоформиране Друге личке пролетерске бригаде. Под његовом командом, бригада напада Удбину, постиже значајне успехе у Косињу и Пазаришту, на Кордуну код Полоја, где је 17. августа 1942. заједно са Четвртом кордунашком бригадом, разбила италијански пук ојачан с 8 тенкова и добила велики ратни плен, због чега је била похваљена од Главног штаба НОВ и ПО Хрватске.
Седам дана касније, те бригаде су извојевале значајну победу заузимањем Тушиловића, када су заробиле 62 усташе, 40 жандара и 325 домобрана и заплениле велику количину ратног материјала. Значајан успех Друга личка бригада је постигла заузимањем Личког Петровог Села, 3. новембра 1942, Ваганца, Дрежника, Раковице и Слуња. Тако је Друга личка бригада захваљујући Мићуновом успешном руковођењу, постала у то време једна од најбољих партизанских бригада у Хрватској.
Пред крај 1942. године Мићун је постављен за начелника Штаба Шесте личке дивизије, и на тој дужности имао доста удела у руковођењу јединицама дивизије у време Четврте непријатељске офанзиве.
Као искусног команданта, Главни штаб НОВ и ПО Хрватске поставио га је крајем марта 1943. године за команданта Штаба книнског оперативног сектора и поставио му задатак да организује тај штаб, што је он с успехом обавио. У јесен исте године налази се на дужности заменика команданта Тринаесте приморско-горанске дивизије, а почетком 1944. је био командант Деветнаесте далматинске дивизије. Под његовом командом та дивизија је постигла значајан успех у борбама у окружењу на Туровцу и пробоју из окружења, фебруара те године.
Почетком маја 1944. године, Главни штаб НОВ и ПО Хрватске поставио га је за команданта Једанаестог хрватског корпуса. Овим корпусом успешно је командовао годину дана и постигао значајне успехе, нарочито у завршним борбама за ослобођење Лике, Хрватског приморја и Горског котара, све до 23. марта 1945. године, када је корпус расформиран.

### Послератни период
После ослобођења Југославије, обављао је високе дужности у Југословенској народној армији (ЈНА). Био је командант дивизије, командант позадине армије, начелник Официрске школе, начелник Војне академије ЈНА и начелник Катедре за војну историју на Вишој војној академији ЈНА. Због здравствених разлога пензионисан је 1958. године, у чину генерал-потпуковника ЈНА. Активно је радио у ловачким организацијама Југославије.
Први официрски чин — потпуковника, добио је 1943. године. 1944. је унапређен у генерал-мајора. Чин генерал-потпуковника добио је 1954. године.
Умро је 1. августа 1971. године у Београду и сахрањен је у Алеји народних хероја на Новом гробљу у Београду.
Носилац је Партизанске споменице 1941. и других југословенских одликовања, међу којима су — Орден народног ослобођења, Орден ратне заставе, Орден партизанске звезде са златним венцем, Орден заслуга за народ са златном звездом, Орден братства и јединства са златним венцем и Орден за храброст. Орденом народног хероја одликован је 24. јула 1953. године.